# Monnina alinae
Monnina alinae är en jungfrulinsväxtart som beskrevs av Eriksen. Monnina alinae ingår i släktet Monnina och familjen jungfrulinsväxter. Inga underarter finns listade i Catalogue of Life.